# Чемпионат мира по современному пятиборью 1979
XXIV Чемпионат мира по современному пятиборью среди мужчин 1979 года прошёл в городе Будапешт (ВНР).
Последний предолимпийский старт в Будапеште собрал 67 спортсменов из 20 стран. Впервые в соревнованиях участвовали пятиборцы Египта и Греции. В составах команд много ветеранов, призёров в личном и командном первенстве на XXI Олимпийских играх и последующих чемпионатах мира: Януш Печак, Збигнев Пацепьт (Польша), Иржи Адам, Ян Барту (Чехословакия), Томаш Канчал, Тибор Марачко, Ласло Хорват (Венгрия), Норберт Кюн, Герхард Вернер, Алекс Штаманн (ФРГ), Майк Барлей, Джон Фицджеральд (США), Роберт Найтингел (Великобритания), Ион Христенсен (Швеция), Даниэле Масала, Р. Р. Кристофори (Италия) — одним словом, сильнейшие пятиборцы мира.
Советскую команду представляли серебряный призёр чемпионата мира 1977 года Сергей Рябикин, бронзовый призёр чемпионата мира 1978 года в командном зачёте Олег Булгаков и победитель первенства мира среди юниоров Анатолий Старостин. На соревнованиях присутствовали четырёхкратные чемпионы мира Игорь Новиков и Павел Леднев. Первый — в качестве члена УИПМБ, второй — в качестве гостя. Почётным гостем был президент МОК лорд Килланин с супругой, что было расценено как проявление незаурядного интереса к данному виду спорта.
Венгрия гостеприимно и восторженно встретила участников и гостей чемпионата. Толпы людей, ежедневно направлявшиеся к местам проведения соревнований, напоминали «великое переселение народов». Трибуны были переполнены зрителями, которые реагировали на поединки то бурей восторга, то затаённой сдержанностью, то ободряющими возгласами при появлении кумиров.
Накануне соревнований пресса писала о феноменальных успехах венгерских пятиборцев, о нынешней ситуации и перспективах развития национального пятиборья, публиковала различные прогнозы о предстоящих чемпионате мира и Олимпийских играх. Фотографии нынешней команды красовались в витринах магазинов и на плакатных стендах. Многие помнили чемпионат мира, проходивший в Будапеште в 1969 году, блестящую победу Бальцо и ожидали от своей команды не менее яркого выступления и впечатляющих поединков.
Чемпионат освещали почти все венгерские газеты, а также радио и телевидение. Репортажи А. Коршунова с места событий публиковались в «Советском спорте».

## Конкур
Конкур, построенный мастерами своего дела Иене Варади и Иштваном Собачи, специалисты посчитали сложным.
Первым стартовал советский спортсмен Рябикин. Он преодолел дистанцию за 1 минуту и 49,8 секунды без ошибок. Все последующие всадники не смогли превзойти этот показатель, хотя пройти маршрут без штрафных очков удалось ещё шести спортсменам. Среди них: Печак (Польша), Старновски (Чехословакия), Хорват и Канчал (Венгрия), Вернер (ФРГ), П. Витсайд (Великобритания). Все получили максимальную сумму 1100 очков. Неудачу потерпел датчанин Петреус. Доставшаяся ему лошадь на разминке вела себя нормально, допустив лишь один повал, а на конкурном поле отказалась прыгать. Долго пытался всадник подчинить её, но поняв, что его усилия бесполезны, поклонился судьям и покинул поле. Не лучше обстояло дело у Старостина. Его лошадь задевала почти все препятствия, и он потерял 120 очков.
В безнадёжной ситуации оказались также англичанин Найтингел и канадец А. Вильямс. Их низкие результаты в конкуре впоследствии были однозначно отнесены на счёт комиссии по протаскиванию лошадей, которая допустила к старту явно неподготовленных коней.
Первый вид с блестящим результатом 3270 очков выиграла команда Венгрии. После этого успеха многие склонны были уже зачислить её в победители чемпионата, хотя впереди оставалось ещё четыре трудных дня. Второе место было за командой Италии, получившей 3212 очков, за ней сборные ФРГ (3152 очка), СССР (3150), США (3120) и Швеции (3110). В конкуре неплохо дебютировала команда Египта. Она получила 2998 очков и заняла 8-е место.

## Фехтование
Фехтовальный марафон начался во Дворце молодёжи в 9 часов утра и продолжался до часа ночи. В течение всего времени трибуны были заполнены. Естественно, все зрители ожидали триумфа своей команды, но их надежды сбылись лишь наполовину. Победителем фехтовального турнира стал чехословацкий спортсмен Адам, одержавший 48 побед (1034 очка). Это третий был чемпионат подряд, на котором он побеждал в фехтовании. Второй результат — у малоизвестного пока американца Роберта Нимана (1017 очков), 3-й — у француза Жоэля Бузу (1000 очков). В командном зачёте победила венгерская сборная, она была первой и по сумме двух дней. Вторыми были финны, третьими — пятиборцы ФРГ, которые по итогам двух дней продвинулись на ступеньку выше. Сборная США после двух упражнений занимала 3-е место.
Неудачно отфехтовала советская сборная, за что справедливые упреки пришлось ей выслушать от И. Новикова. Спешка, неоправданный риск — главные причины поражений. Не выполнил свою задачу Булгаков, который имел шансы на самое высокое место в сумме пятиборья. Он на открытом чемпионате Швеции набрал 1038 очков в этом упражнении и занял 2-е место, теперь же у него всего 932 очка. Не выдержал накала борьбы Рябикин, который из последних десяти боев выиграл лишь один и по сумме двух видов откатился на 16-е место. Старостин набрал 847 очков и к нему претензий не было, потому что он был ещё очень молод и его победы были впереди.

## Стрельба
На следующий день соревнования продолжились в том порядке, который был в качестве эксперимента принят на предыдущем Конгрессе УИПМБ — сильнейшие после двух упражнений стреляют в последней смене.
Несмотря на то, что после затяжного фехтования многие не выспались, атмосфера в стрелковом тире была приподнятой и достаточно оживленной.
Что касается спортсменов, то не всем удалось восстановиться. Ниже своих возможностей отстреляли Адам и Пацельт (по 192 очка), Рябикин (188 очков), что серьёзно повлияло на баланс очков соответствующих команд.
За относительные неудачи прошедшего дня реабилитировал себя Булгаков, выбивший 199 очков. С таким же результатом покинул огневой рубеж грек Ксенакис. Но человеком дня стал Ниман. Он замечательно выступил в фехтовании, а теперь выбил 198 очков и по сумме трёх дней стал лидером, оторвавшись от ближайших соперников Булгакова (на 33 очка), Хорвата (на 91) и Марачко (на 114).
Призёры Олимпийских игр в Монреале Барту (Чехословакия) и Канчал (Венгрия) выбили по 195, советский дебютант Старостин — 196 очков. Олимпийский чемпион Печак пережил в течение нескольких минут одновременно большую потерю и приобретение. Дело в том, что судьи не могли найти след одного выстрела, но потом все разрешилось, и он с результатом 978 зачетных очков завершил соревнования в стрельбе десятым, а по сумме трёх дней оказался на 7-м месте. Выступавшие после Печака пятиборцы были недовольны паузой, связанной с поисками польского «следа», так как она сбила их с ритма и обернулась более низкими результатами.
В целом стрельба показала высокий уровень подготовки пятиборцев в этом виде. 29 из 67 получили более 1000 зачётных очков. Среди них, кроме названных: Монев (Болгария) и Штамман (ФРГ) — по 1066, Масала (Италия), Старновски (Чехословакия), Кинели (Великобритания), Хриотенсен (Швеция), Бубе (Франция) — по 1044, Хорват (Венгрия), Уайтсайд (Великобритания), Хорват (Швеция) — по 1022 очка.
В командном первенстве после трёх видов программ заметных изменений не произошло. Только сборной Швеции, которая по итогам двух дней была на 6-м месте, пришлось уступить французам.

## Плавание
Плавательный бассейн «Комяди» напоминал осаждённую крепость. Снова толпы людей, желающих поддержать свою команду в ответственный для неё день. За призовые места боролись команды Венгрии, США, ФРГ и СССР, которая прочно занимала после фехтования 4-е место. Перед плаванием все претенденты скрупулёзно просчитывали возможные варианты. Венгры думали о том, как удержаться на 1-м месте в командном зачёте и попытаться потеснить главного соперника (Нимана) в личном, американцы — об использовании открывшегося шанса на завоевание заветных золотых медалей. Не собиралась сдавать позиции и сборная ФРГ, хотя её отделяли от лидера 142 очка. Сложная головоломка стояла перед тренерами советской команды. Потери Старостина в конкуре, недобор Булгакова в фехтовании, срыв Рябикина в стрельбе дали конкурентам такую фору, что с учётом соотношения сил в плавании и беге максимально возможной целью могла быть лишь установка на борьбу за бронзовую награду чемпионата.
В плавании, как и в стрельбе, сильнейшие по сумме трёх видов стартовали последними. Так, в последнем заплыве оказались вместе Булгаков (СССР), Хорват, Марачко (Венгрия), Хулконен (Финляндия), Старновски (Чехословакия), Ниман (США).
Лучше всех (3 минуты 17,1 секунды) проплыл Ниман. На Олимпиаде в Монреале он победил в плавании с результатом 3 минуты 13 секунд. Теперь также оказался недосягаемым. Получив 1296 очков, он ещё больше укрепился на первой позиции. Второй результат (з минуты 17,28 секунды) показал поляк Пацельт, 3-й — швед Христенсен, проплывший за 3минуты 20,94 секунды.
Команда сборной США выиграла плавание, за ней — Польша, Великобритания, СССР, Швеция и Франция.
По итогам четырёх дней венгры удерживали лидерство, американцы с 3-го места переместились на 2-е, команда ФРГ — на 3-м, советская — на 4-м.
В личном первенстве список возглавлял Ниман, 2-й — Булгаков, 3-й — Масала.

## Бег
Перед легкоатлетическим кроссом Венгрия замерла в ожидании. Их волновал один вопрос: «Да или нет?» Руководитель Национальной федерации пятиборья Ференц Терек ответил: «Не знаю». Чемпион мира 1970 года Петер Келемен заявил уверенно: «Победим». Лишь один человек, кого опрашивал корреспондент газеты «Nepsprt», дал правильный ответ, сказав, что золото уплыло.
Советские тренеры Г. Крюков и Л. Матюшенко, просчитывая возможные результаты после кросса, понимали, что чудес не бывает, но завоевать бронзовую медаль в командном первенстве — задача вполне выполнимая. Сборная СССР отставала от команды ФРГ, занимавшей 3-е место, на 114 очков. Если Старостин нейтрализует Кюна, Булгаков пробежит быстрее Штаммана, а Рябикин выиграет у Вернера секунд 40, бронзовая медаль обеспечена. После печальных неудач советские спортсмены нашли в себе силы продолжить борьбу и ценой героических усилий в конечном счёте сумели завоевать бронзовую награду.
Венгры у себя дома и на знакомой трассе выступили в беге не лучшим образом. Их опередили команды Польши, СССР, Англии, Австралии, Италии.
Сборная США в легкоатлетическом кроссе имела пятый результат. Бег выиграл Барлей, показавший великолепное время — 12 минут 11,3 секунды. Фицджеральд и Ниман преодолели дистанцию более чем за 14 минут.
И всё же конечная сумма — 15 976 — очков вывела команду на 1-е место. Роберт Ниман стал первым среди американских пятиборцев чемпионом мира в личном первенстве. Спортсмены США не раз были среди сильнейших, но им ещё никогда не удавалось добиться победы на Олимпийских играх и чемпионатах мира, а теперь — двойной успех. Команда Венгрии заняла 2-е место. Семь очков не хватило венграм для победы. Но они были рады серебряному призу, ибо на прошлом чемпионате довольствовались лишь 5-м местом.
Серебряным призёром в личном зачете стал Печак. Олимпийский чемпион едва не настиг в сумме пятиборья американца. Ему не хватило всего 6 секунд в беге.
Знаменательным событием была бронзовая медаль итальянца Масалы. Третья ступень пьедестала почёта стала импульсом для будущих успехов этого талантливого пятиборца.
Неожиданностью оказался провал Барту — бронзового призёра в личном и серебряного в командном первенстве на Олимпийских играх в Монреале. Он занял 40-е место. Лидер румынской тройки Спирлеа, бронзовый медалист в составе команды на чемпионате мира в Москве, также выступил крайне плохо, заняв 32-е место.

## Итоги
Чемпионат поставил массу вопросов перед спортсменами и тренерами. Одни думали о том, как закрепить успех на предстоящих Олимпийских играх, другие — как избежать ошибок и провалов.
С чемпионатом в Будапеште связано ещё одно новшество. Техническая комиссия УИПМБ добилась принятия решения, согласно которому команды, занявшие первые 12 мест, автоматически квалифицируются на Олимпийские игры в Москве. Так командам США, Венгрии, СССР, ФРГ, Франции, Польши, Швеции, Румынии, Чехословакии, Финляндии, Великобритании было обеспечено участие в XXII Олимпиаде.